# Campionati europei di ginnastica artistica maschile 2016
I XXXII Campionati europei maschili di ginnastica artistica sono stati la 32ª edizione dei Campionati europei di ginnastica artistica, riservata alla categoria maschile. Si sono svolti alla PostFinance-Arena di Berna, in Svizzera, dal 25 al 29 maggio 2016.

## Programma
| Giorno    | Ora (UTC+1)   | Evento                             |
| --------- | ------------- | ---------------------------------- |
| 25 maggio | 10:00 - 20:40 | Qualificazioni junior              |
| 26 maggio | 10:00 - 20:15 | Qualificazioni senior              |
| 27 maggio | 18:30 - 21:00 | Concorso individuale junior        |
| 28 maggio | 14:30 - 17:10 | Concorso a squadre senior          |
| 29 maggio | 10:30 - 17:20 | Finali ad attrezzo junior e senior |

## Medagliere
| Pos.   | Paese         | Oro | Argento | Bronzo | Totale |
| ------ | ------------- | --- | ------- | ------ | ------ |
| 1      | Russia        | 6   | 5       | 2      | 13     |
| 2      | Gran Bretagna | 5   | 5       | 2      | 12     |
| 3      | Armenia       | 1   | 3       | 0      | 4      |
| 4      | Ucraina       | 1   | 1       | 2      | 4      |
| 5      | Germania      | 1   | 0       | 1      | 2      |
| 6      | Grecia        | 1   | 0       | 0      | 1      |
| 7      | Romania       | 0   | 2       | 0      | 2      |
| 8      | Svizzera      | 0   | 1       | 3      | 4      |
| 9      | Irlanda       | 0   | 1       | 0      | 1      |
| 10     | Israele       | 0   | 0       | 1      | 1      |
| 10     | Ungheria      | 0   | 0       | 1      | 1      |
| Totale | Totale        | 15  | 18      | 12     | 45     |

## Podi

### Senior
| Evento                        | Oro                                                                                      | Punti   | Argento                                                                              | Punti   | Bronzo                                                                            | Punti   |
| Concorso a squadre (dettagli) | Russia Denis Abljazin David Beljavskij Nikita Ignat'ev Nikolaj Kuksenkov Nikita Nagornyj | 271.378 | Gran Bretagna Daniel Purvis Louis Smith Kristian Thomas Courtney Tulloch Nile Wilson | 268.427 | Svizzera Christian Baumann Pablo Brägger Benjamin Gischard Oliver Hegi Eddy Yusof | 263.278 |
| Corpo libero (dettagli)       | Nikita Nagornyj                                                                          | 15.566  | Marian Drăgulescu                                                                    | 15.333  | Alexander Shatilov                                                                | 15.300  |
| Cavallo (dettagli)            | Harutyun Merdinyan                                                                       | 15.366  | David Beljavskij                                                                     | 15.233  | Christian Baumann                                                                 | 14.900  |
| Anelli (dettagli)             | Eleutherios Petrounias                                                                   | 15.866  | Vahagn Davtjan Denis Abljazin                                                        | 15.633  | --                                                                                |         |
| Volteggio (dettagli)          | Oleh Vernjajev                                                                           | 15.399  | Artur Davtjan Marian Drăgulescu                                                      | 15.316  | --                                                                                |         |
| Parallele (dettagli)          | David Beljavskij                                                                         | 16.033  | Oleh Vernjajev                                                                       | 15.716  | Marcel Nguyen                                                                     | 15.566  |
| Sbarra (dettagli)             | Nile Wilson                                                                              | 15.300  | Kristian Thomas                                                                      | 15.000  | David Beljavskij                                                                  | 14.941  |

### Junior
| Evento                          | Oro                                                                                     | Punti   | Argento                                                                                | Punti   | Bronzo                                                                      | Punti   |
| Concorso a squadre (dettagli)   | Gran Bretagna Joe Fraser Jamie Lewis Joshua Nathan Donell Osbourne Giarnni Regini-Moran | 253.436 | Russia Aleksandr Chicherov Ildar Iuskaev Andrej Makolov Sergej Naidin Maksim Sinichkin | 252.061 | Svizzera Andreas Gribi Moreno Kratter Henji Mboyo Noe Seifert Samir Serhani | 249.959 |
| Concorso individuale (dettagli) | Giarnni Regini-Moran                                                                    | 86.198  | Andrej Makolov                                                                         | 84.965  | Joe Fraser                                                                  | 83.764  |
| Corpo libero (dettagli)         | Giarnni Regini-Moran                                                                    | 15.166  | Andrej Makolov                                                                         | 14.700  | Krisztian Boncser                                                           | 14.666  |
| Cavallo con maniglie (dettagli) | Sergej Najdin                                                                           | 14.666  | Rhys McClenaghan                                                                       | 14.566  | Joe Fraser                                                                  | 14.333  |
| Anelli (dettagli)               | Nick Klessing                                                                           | 14.358  | Artur Avetisjan                                                                        | 14.300  | Ildar Iuskaev                                                               | 14.200  |
| Volteggio (dettagli)            | Andrej Makolov                                                                          | 14.983  | Giarnni Regini-Moran                                                                   | 14.966  | Maksym Ivanov                                                               | 14.824  |
| Parallele (dettagli)            | Joe Fraser                                                                              | 14.733  | Giarnni Regini-Moran                                                                   | 14.600  | Eduard Jermakov                                                             | 14.566  |
| Sbarra (dettagli)               | Andrej Makolov                                                                          | 13.966  | Moreno Kratter Joe Fraser                                                              | 13.933  | --                                                                          |         |